# Fabienne St Louis
Fabienne Aline St Louis (Curepipe, 22 de marzo de 1988) es una deportista mauriciana que compitió en triatlón. Ganó una medalla de bronce en los Juegos Panafricanos de 2011 en la prueba femenina individual.

## Palmarés internacional
| Juegos Panafricanos | Juegos Panafricanos | Juegos Panafricanos | Juegos Panafricanos |
| Año                 | Lugar               | Medalla             | Prueba              |
| ------------------- | ------------------- | ------------------- | ------------------- |
| 2011                | Maputo (Mozambique) | Medalla de bronce   | Individual          |